# Buscalus
Ne doit pas être confondu avec Bucolion.

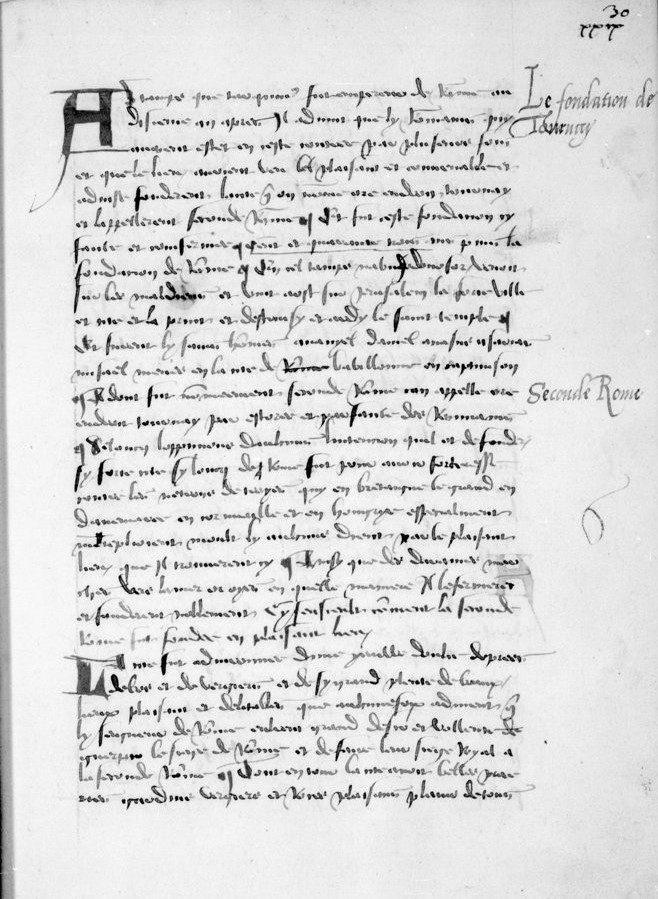
La chronique de Tournai de Buscalus (BnF ms. fr. 24052, f.30), incipit.

Buscalus (ou Bustalus, ou Bucalio) est un héros légendaire médiéval, éponyme d'un roman ésotérique du XVe siècle de facture bourguignonne et proche du Roman d'Abladane.

## Éléments bibliographiques
Buscalus est présenté par Jacques de Guise (1340-1399), chroniqueur franciscain du Hainaut, comme étant un chroniqueur de Tournai, analyse peu fiable car plutôt crédule et reprenant des mythes et légendes ou faits merveilleux : il confond sans doute l'auteur et le personnage principal du récit - erreur que plusieurs historiens reprirent à sa suite : Jean Le Maire de Belges, Nicolas Bergier, Agricol-Joseph Fortia d'Urban... Dans la veine du Liber de antiquitate urbis Tornacensis et de l'Hystoire de Jules Cesar de Jean de Thuin, il aurait présenté Tournai comme une seconde Rome, devenue Tournai après avoir été qualifiée d’Hostile (à la suite d'une révolte contre les Romains), et de Nervia (en référence aux Nerviens).
« Reperi siquidem nuper quemdam novellum fictum historiographum rithmatisatum in vulgari, qui de secunda Roma, Hostilione, Nervia seu Tornaco, mirabilia refert, cuius nomen Bucalio sive Buscalus inesse videtur ; sed quia inopinabilia et falsa multa conscribit, et si qua vera pauca tamen etiam suis temporibus non applicat ; idcirco dicta sua minus reputans, eadem ratione indigna non allego. »
« Je trouvais récemment quelque petit roman d'histoire en vers et en langue vulgaire, rapportant des merveilles à propos de la seconde Rome, d'Hostile, de Nervia ou de Tournai, dont le titre semble être Bucalion ou Buscalus ; mais puisqu'il raconte bien des choses incertaines et fausses - et quoiqu'il applique un certain nombre de vérités à l'époque qu'il expose - ajoutant moins de créance à ses dires, je ne soutiens guère ces récits indignes de bonne foi. »
En effet, Le roman Buscalus connu par plusieurs manuscrits (BnF ms. fr. 9343 ; 24052 ; 24430) est un ensemble de contes fantastiques sur les origines gallo-romaines de Tournai, roman en prose dédié par Jean Wauquelin au duc Philippe le Bon après 1454. Il narre les aventures de Buscalus, chef de guerre de Tournai, banni après des pourparlers avec les Romains et réfugié à Tolède où il conçoit trois enfants, Hostus, Grimon et Ypolite. Le diable s'en vient alors tenter de leur enseigner la magie noire (39r-40v du BnF ms. fr. 9343) et recrute Hostus, comme d'autres enfants nobles, pour ses noirs desseins : inquiet, Buscalus récupère son enfant et sauve les autres en terrassant le démon. La "nigromancie" apprise n'est pas restée stérile : Hostus accumule sagesse et puissance, et aide même son père à vaincre le roi de Hongrie, jusqu'à mourir horriblement empoisonné par un rival.

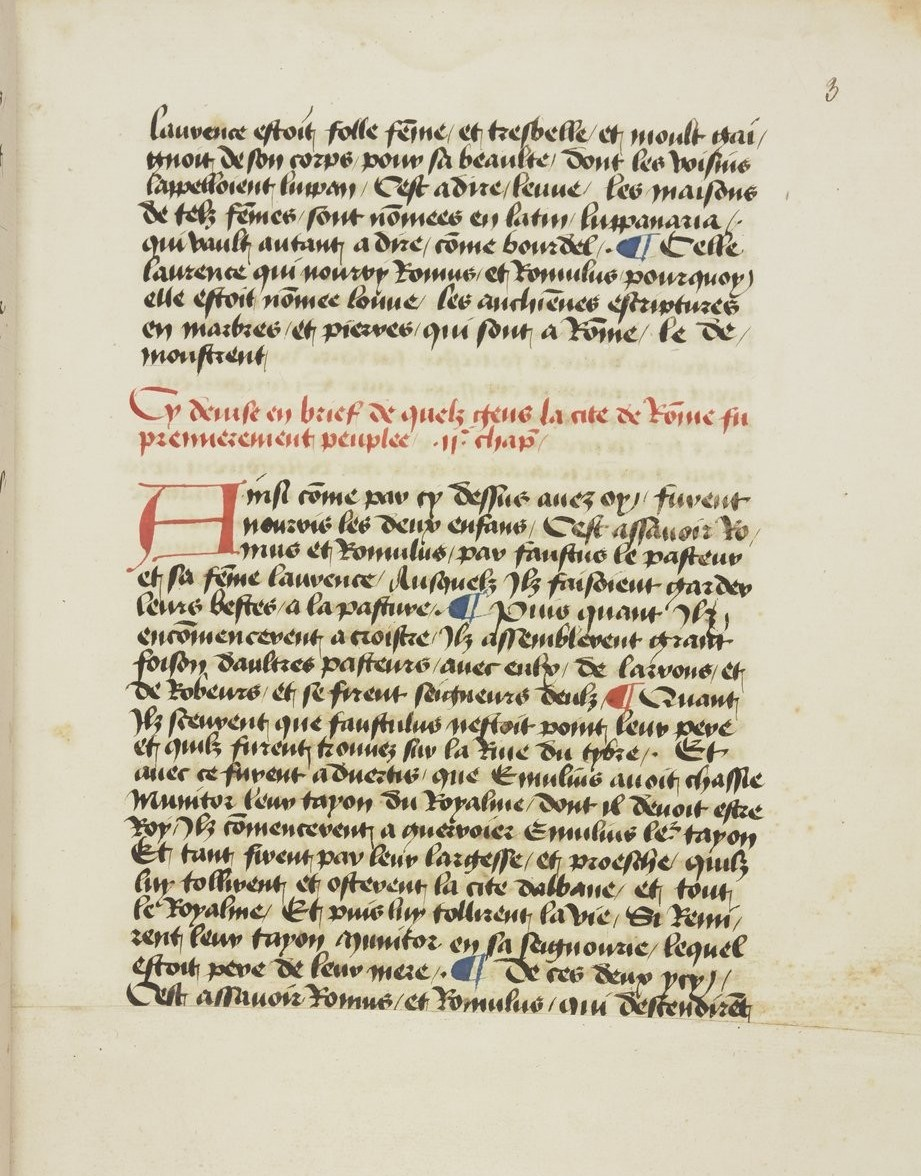
Résumé d'histoire romaine, manuscrit bourguignon du XVe siècle

## Extrait en regard: incipit desChroniques de Tournay(XIIIe–XIVesiècles) etcompilation d'histoire romaine(XVesiècle)
« Et pour savoir en brief cette maniere de la fondation dicelle noble cite. Verite est que pour le temps que Regnoit sur les Juifs le Roy Ozie, fu Roy sur les latins ung nommé Amilius silvius qui fu XVI ans Roy Regnant sur les latins ; Cestuy Amilius silvius avoit ung frere, appelé numitor, qui devoit estre Roy, mais Amilius silvius par sa puissance exurpa la seignourie et en degetta son frere qui par droit en devoit estre Roy. Celluy numitor avoit une fille nommé ylya et estoit vierge, laquelle Amilius fit enclore ou temple de la deesse vesta pour vivre en virginité avec aultres vierges, qui estoient illec prestresses, afin quelle neust nulz enfans qui vengeassent linjure quil avoit fait a son pere. »

— BnF ms. fr. 9343-9344, f.2v

« Jadis au tans ancien, CCCC et VI ans apriés cou ke Troie fu destruite, en icel tans ke Goatam, li fieus Oriam le roi resnoit en le tiere de Gudee. Yle fille numitore si eut II fius dont uns ot a nom Remus et li autres Romoulus, et cil dot fisent Romme et estorerent et apetit de tens apries cou estiere au de son roiamme, Remus si fu ocis. »

— BnF ms. fr. 24430, f.113